# Национално знаме на Панама
Националното знаме на Панама е прието на 1 ноември 1903 година. Знамето е съставено от четири равни квадрата, два в бяло, един син в долния ляв ъгъл и един в червено в горния десен. В горния ляв и долния десен в квадратите се намират две звезди в синьо и червено. Белият цвят символизира мир, а синият и червеният цвят символизират най-големите политически партии в Панама по това време.